# Suore della Santa Croce (Notre Dame)
Le Suore della Santa Croce (in inglese Sisters of the Holy Cross) sono un istituto religioso femminile di diritto pontificio: i membri di questa congregazione pospongono al loro nome la sigla C.S.C.

## Storia
Nel 1843 una comunità di Suore Marianite di Santa Croce proveniente da Le Mans si stabilì a South Bend, nell'Indiana, dove i padri della Congregazione di Santa Croce avevano fondato un collegio (l'attuale Università di Notre Dame). Oltre a prestare servizio domestico per i sacerdoti, le religiose aprirono scuole a iniziarono a dedicarsi all'istruzione delle giovani: durante la guerra di secessione prestarono servizio anche presso gli ospedali da campo.
Nel 1869 il ramo americano si rese autonomo dalla congregazione francese e si costituì in istituto autonomo: le sue costituzioni vennero approvate provvisoriamente dalla Santa Sede il 1º marzo 1889 e definitivamente il 12 maggio 1896.

## Attività e diffusione
Si dedicano principalmente alla gestione di scuole e collegi e all'istruzione a ogni livello: sono attive anche nella pastorale della salute e in altre opere sociali.
Operano in America (Brasile, Messico, Perù, Stati Uniti d'America), in Asia (Bangladesh, India) e in Africa (Ghana, Uganda). La sede generalizia è a Notre Dame, nell'Indiana.
Al 31 dicembre 2005 l'istituto contava 551 religiose in 117 case.